# Listen (альбом Джордана Рудесса)
Listen — студийный альбом Джордана Рудесса, записанный и выпущенный в 1993 году.

## Об альбоме
Listen второй из сольный альбом Рудесса после Arrival, выпущенного в 1988 году. На основании Listen, живых выступлений Рудесса и голосования читателей, журнал Keyboard Magazine присвоил автору звание «Лучшего нового таланта».

## Список композиций
1. Listen to the Voice — 3:52
2. Inspiration — 5:15
3. Beyond the Shoreline — 4:33
4. Fade Away — 4:32
5. It’s a Mystery — 6:47
6. Feel the Magic — 6:26
7. Invisible Child — 5:59
8. Across the Sky — 7:17
9. Take Time — 7:47
10. Danielle — 5:19
11. Boogie Wacky Woogie — 2:31

## Участники записи
- Джордан Рудесс — пианино, синтезаторы, вокал
- Барбара Бок — вокал
- Джимм Симмонс — бас-гитара
- Крис Амеляр — гитара
- Кен Мэри — ударные